# Ніагара (виноград)
Ніагарський виноград — різновид північноамериканського виду винограду Ізабелла (ботанічне сімейство Виноградові) і використовується як столовий виноград і для вин, а також для джемів і соків. Ніагара — провідний зелений виноград, вирощений у США. Фіолетовий сорт, відомий як «рожева» ніагара (niágara rosada), існує і є основною ніагарою, культивованою на півдні Бразилії, головним чином у штатах Сан-Паулу, де сорт вперше з'явився в 1933 році та Ріо-Гранде-ду-Сул.
Виноград Ніагара був виведений в окрузі Ніагара, штат Нью-Йорк, в 1868 році, коли Клавдіус Л. Хоаг і Бенджамін В. Кларк схрестили виноград Конкорд з білим виноградом Кассаді. Уперше він був проданий комерційно в 1882 році. Ніагарський виноград вважається поганим виноградом для транспортування, і тому його зазвичай можна знайти лише поблизу місця вирощування.
Найчастіше він трапляється у США в Нью-Йорку, Пенсільванії, Нью-Джерсі, Мічигані, Вашингтоні та Огайо, а також вирощується в Онтаріо в Канаді, а також у Бразилії та Новій Зеландії. Хоча рідко доступний свіжий за межами цих районів, Ніагарський виноград добре відомий більшості американських споживачів як джерело більшості білого виноградного соку.

## Вина

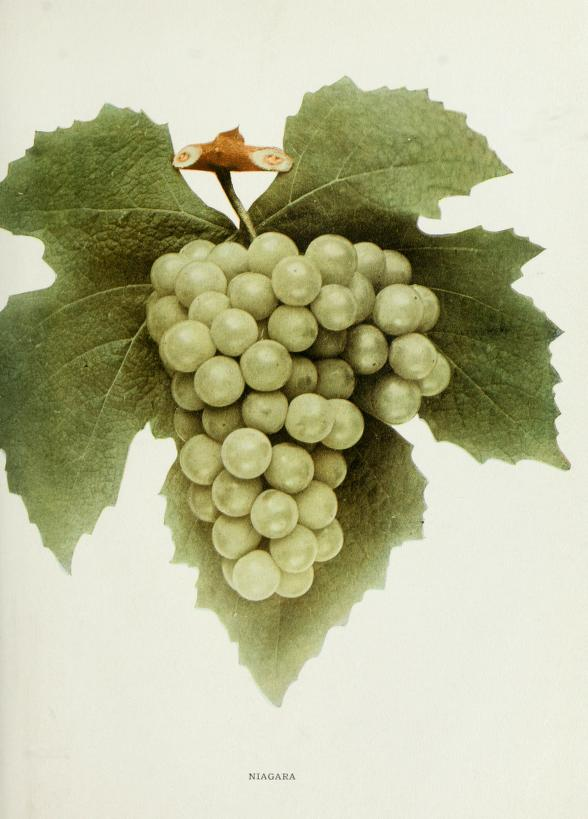
Листівка із зображенням Ніагарського винограду з книги «Виноград Нью-Йорка» 1908 року Улісса Прентіса Гедріка

Свіжий виноград великий і соковитий, від округлої до овальної форми, блідо-зеленувато-білого кольору і має солодкуватий, дуже приємний аромат. Він також має солодкий і загалом приємний смак, який іноді називають «лисячим». Один рецензент, Пол Булас, спробував охарактеризувати «лисячий» букет. Аналізуючи ніагарський виноград, він виявив такі аромати, як зацукрована лимонна шкірка, аромат дизеля, схожий на рислінг, квітчасті ноти, схожі на жасмин, і те, що він назвав «високим тоном, зацукрованим мускусом». Цей останній опис, на його думку, був основним елементом терміна «лисичий». Його думка про вина, виготовлені з винограду, полягає в тому, що вони мають унікальні та цікаві властивості, які недостатньо відомі завдяки репутації Ніагари як менш оптимального винного винограду. Дизельний аромат у вині вважається позитивною ознакою, але він може бути надмірним у винах, виготовлених з Ніагарського винограду. Одна думка полягає в тому, що виноградні шкірки Ніагари не повинні надто довго контактувати з суслом після пресування, щоб уникнути надлишку цієї характеристики.